# Valda verk i två band
Valda verk i två band är ett samlingsverk med svenska översättningar av Vladimir Lenins skrifter som gavs ut av Förlaget för litteratur på främmande språk i Moskva 1956. Enligt förlagets notering är de två banden, i två delar var, (Del I:1-2 och Del II:1-2) sammanställda i enlighet med den ryska upplagan Moskva Gospolitizdat 1946. Översättaren är inte angiven. 
I första bandets två delar ingår i kronologisk ordning Lenins verk för tiden 1894-mars 1917 medan andra bandets bägge delar omfattar tiden april 1917-mars 1923 enligt västerländsk tideräkning. I Lenins texter, även i den svenska översättningen, har Lenins egen tideräkning bibehållits. Kronologin bryts endast av inledningskapitlet Om Marx och marxismen, vilken text Lenin inte publicerade förrän mars 1913 i Prosvesjtjenije nr. 3.
Alla de skrifter som medtagits i verket är kompletta med undantag för skriften Vad är "folkvännerna" och hur kämpar de mot socialdemokraterna?. För den valde förlaget att enbart ta med det första avsnittet.
Enligt förordet av Institutet för marxism-leninism vid SUKP:s CK, innehåller dessa böcker Lenins viktigaste arbeten och "[har] spelat en oerhörd roll vid den ideologiska, organisatoriska, politiska och teoretiska skolningen av Sovjetunionens kommunistiska parti och vid utvecklingen av den marxist-leninistiska vetenskapen."